# 溴蟲腈
溴蟲腈（Chlorfenapyr），中國大陸通稱「虫螨腈」，是一種用於殺蟲、殺蟎、殺線蟲的農藥。因其低毒高效，是無公害農產品病蟲防治推薦用農藥。溴蟲腈是一種前體殺蟲劑，本身對昆蟲無直接毒殺作用。其原理是：昆蟲取食或接觸後，溴蟲腈在昆蟲體內轉變為殺蟲活性化合物，攻擊昆蟲細胞內的線粒體，使細胞因缺少能量停止生命功能。